# چوی یون-آه
چوی یون-آه (انگلیسی: Choi Youn-ah؛ زادهٔ ۲۴ اکتبر ۱۹۸۵) بازیکن سابق و مربی زن بسکتبال اهل کره جنوبی است. وی در بازی‌های المپیک تابستانی ۲۰۰۸ شرکت کرده‌است.